# David Defiagbon
David Dejiro Defiagbon (ur. 12 czerwca 1970 w Sapele, zm. 24 listopada 2018 w Las Vegas) – kanadyjski bokser pochodzenia nigeryjskiego, srebrny medalista olimpijski.

## Kariera amatorska
W 1991, Defiagbon był uczestnikiem mistrzostw świata, rywalizując w kategorii lekkośredniej. W ćwierćfinale przegrał z reprezentantem Kuby Juanem Lemusem, który zdobył złoty medal na tych zawodach. W 1992 był uczestnikiem igrzysk olimpijskich w Barcelonie. Reprezentujący Nigerię w kategorii lekkośredniej, Defiagbon odpadł w swojej pierwszej walce, przegrywając 7:8 z Amerykaninem Raúlem Márquezem.
W lutym 1996, Defiagbon zwyciężył w turnieju kwalifikacyjnym na igrzyska olimpijskie, rywalizując w kategorii ciężkiej. W finale turnieju pokonał Meksykanina Julio Pacheco. Na igrzyskach olimpijskich w Atlancie, Defiagbon rywalizację rozpoczął od 1/8 finału, gdyż w 1/16 miał wolny los, co oznaczało, że bez walki przechodzi do następnej rundy. W walce o ćwierćfinał pokonał reprezentanta Kenii Omara Ahmeda, pokonując go 15:4. W walce o brązowy medal rywalem reprezentanta Kanady był Francuz Christophe Mendy. Kanadyjczyk zwyciężył przez dyskwalifikację w trzeciej rundzie, zapewniając sobie brązowy medal na igrzyskach. W półfinale zmierzył się z reprezentantem gospodarzy igrzysk Natem Jonesem, wygrywając z Amerykaninem 16:10. W finale zmierzył się ze zwycięzcą poprzednich igrzysk oraz pięciokrotnym mistrzem świata, Félixem Savónem. Kanadyjczyk przegrał walkę bardzo wyraźnie, zdobywając srebrny medal.
Występował na igrzyskach Wspólnoty Narodów w 1990 roku, na których zdobył tytuł mistrza oraz na igrzyskach afrykańskich rozgrywanych w Kairze, na których wywalczył brązowy medal.

## Kariera zawodowa
Jeszcze tego samego roku, w którym zdobył medal na igrzyskach, Defiagbon zadebiutował na ringu zawodowym. Do lipca 2004 r., Kanadyjczyk był niepokonany, wygrywając 21 walk, w tym 12. przez nokaut. 23 lipca 2004 zmierzył się z Rosjaninem Olegiem Maskajewem. Po wyrównanej walce przegrał niejednogłośnie na punkty. W rundzie 6., Kanadyjczyk był liczony przez sędziego. W styczniu 2005 doznał kolejnej porażki, przegrywając przez techniczny nokaut w 3. rundzie z Juanem Gómezem.